# آشپزی گجراتی

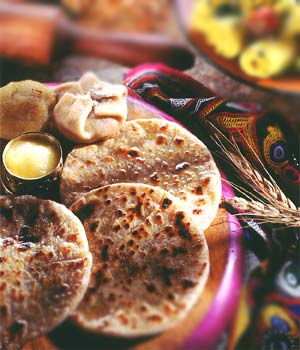
آشپزی گجراتی (انگلیسی: Gujarati cuisine) به گجرات، یک ایالت در هند غربی اشاره دارد. با وجود یک خط ساحلی طولانی با خوراک دریایی فراوان، در گجرات، تحت تأثیر آیین گیاه‌خواری، به‌طور عمده از غذاهای گیاهی استفاده می‌شود.

آشپزی گجراتی (انگلیسی: Gujarati cuisine) به گجرات، یک ایالت در هند غربی اشاره دارد. با وجود یک خط ساحلی طولانی با خوراک دریایی فراوان، در گجرات، تحت تأثیر آیین گیاه‌خواری، به‌طور عمده از غذاهای گیاهی استفاده می‌شود. با این حال، در سایر مناطق به‌طور معمول از غذاهای دریایی، ماکیان و احشام استفاده می‌شود. آشپزی گجراتی به لحاظ مزه و تندی بر حسب ذائقهٔ خانواده‌ها و مناطق گجرات، بسیار متنوع است.